# Акт покаяння
Акт покаяння присутній у різних культурах і віровченнях уже протягом тисячоліть, є своєрідним «моментом істини», духовним подвигом докорінного перегляду особистістю основ власної поведінки й свідомості, що поєднує в собі такі чотири основні елементи:
1. визнання суб'єктом певних дій або помислів, за які він несе відповідальність;
2. відкрите засудження ним цих помислів або дій;
3. вияв готовності зазнати за них справедливого покарання;
4. перебудова внутрішніх засад свого буття у світлі позитивних духовних цінностей.

З цього приводу висловився Григорій Сковорода: «Хто соромиться визнати недоліки свої, той часом буде безсоромно виправдовувати своє невігластво, що є найбільшою вадою». У середовищі філософів, богословів здатність до розкаяння прийнято розцінювати як ключову якість людини моральної — на відміну від тих, чиї мотиви поведінки визначаються страхом покарання.
Сповідь — акт покаяння.